# معمارية 128 بت

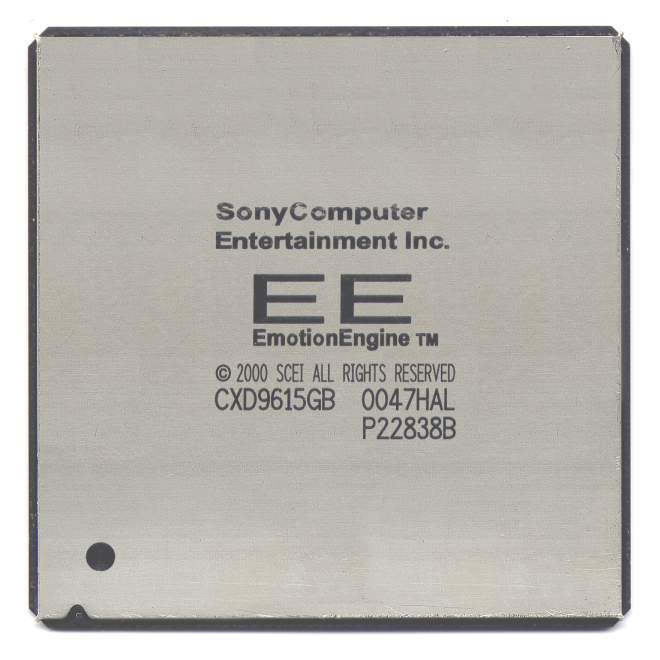

في معمارية الحاسوب الأعداد الصحيحة 128-بت وعنوان مادي أو غيرها من وحدات بيانات هي التي تكون في أغلب الأحيان 128- بت بإتساع (16 أوكتيت). معمارية الحاسوب لـ وحدة المعالجة المركزية 128-بت ووحدة الحساب والمنطق تعتمد علي سجل وحدة المعالجة المركزية وناقلات العناوين أو ناقل بهذا الحجم.
لا توجد حاليا معالجات موحدة عامة الغرض مصنوعة للعمل علي أعداد صحيحة أو عناوين 128-بت بالرغم من أن عدد من المعالجات تعمل بالفعل علي بيانات 128-بت. يعتبر النظام System/370 لشركة آي بي إم أول حاسوب بدائي 128-بت حيث استخدم مسجلات الفاصلة العائمة معظم وحدات المعالجة المركزية الحديثة استخدم مجموعة تعليمات سيمد مثل SSE وAltiVec وغيرها, حيث تُستخدم المسجلات الشعاعية 128-بت لتخزين العديد من الأعداد الصغيرة مثل أربعة أعداد 32-بت العمليات الحسابية على أعداد الفاصلة العائمة, ويمكن أن تعمل مجموعة تعليمات واحدة علي تلك القيم بالتوازي. لكن هذه الوحدات للمعالجة لا تعمل علي أعداد فردية تكون أرقام ثنائية طولها 128-بت. يكون سجل وحدة المعالجة المركزية فقط حجمه 128-بت.
دعم نظام VAX لشركة دي أي سي عمليات علي أعداد صحيحة 128-بت ("O" أو كلمة ثمانية) وأنواع البيانات من العمليات الحسابية على أعداد الفاصلة العائمة 128-بت ('H-float' أو HFLOAT). إن دعم مثل هذه العمليات كان خيار تحديثي أكثر من كونه سمة موحدة/قياسية. بما أن مسجلات نظام VAX كان إتساعها 32-بت, فإن العمليات 128-بت استخدمت أربعة مسجلات متتالية أو أربعة أطوال كلمات في الذاكرة.

## الاستخدامات
- تعتبر 128-بت حجم مفتاح شائع لـ تشفير بالمفتاح المتناظر في علم التعمية. كما أنه حجم عناوين التعريف العالمي الموحد وبروتوكول الإنترنت النسخة السادسة
- وحدات المعالجة 128-بت يمكن أن تصبح شائعة كطريقة لعنونة أكثر من 2^64 بت من المعلومات. وأكثر من 2^128 يمكن أن يتم عنونتها مباشرة باستخدام 128-بت. تفوق هذه الكمية إجمالي البيانات المخزنة في موقع Earth today (2010) والتي تُقدر بحوالي 1.2 زيتابايت (أكثر من 270 بايت).[1]
- صيغة الضبط الرباعي الدقيق Quadruple precision 128-بت من أعداد العمليات الحسابية على أعداد الفاصلة العائمة يمكنها تخزين كلمات رباعية (64-بت) وأعداد الفاصلة الثابتة أو أعداد صحيحة بدقة بدون أن تفقد ضبطها الدقيق. لاحظ أن منذ جهاز 8087 (1980) فإن بنية x86 تدعم أعداد الفاصلة العائمة 80-بت التي تقوم بتخزين ومعالجة أعداد صحيحة 64-بت بدقة (-263...263-1).
- مجموعة التعليمات الافتراضية AS/400 تحدد كل الفواصل باعتبارها 128-بت. يتم ترجمة ذلك إلي مجموعة تعليمات حقيقية في الأجهزة كما يلزم مما يسمح للجهاز بالتغير بدون الحاجة إلي إعادة تجميع البرمجيات. كانت الأجهزة القديمة 32-بت تقنية حاسب مجموعة التعليمات المعقدة بينما الأجهزة الحالية 64-بت باور بي سي. لأن الفواصل محددة بأنها 128-بت فإن الأجهزة المستقبلية قد تكون 128-بت بدون عدم توافق البرمجيات.
- زيادة حجم الكلمة يمكن أن يُسرع الضبط الدقيق المتعدد للمكتبات الرياضية.

تتضمن التطبيقات علم التعمية

## التاريخ
دارة المقارن 128-بت وصفها الباحثون في 1976
وحدة المعالجة المركزية ذات الامتدادات متعددة الوسائط 128-بت صممها الباحثون في 1999.